# Junior Martínez
Junior Martínez Hernández (Ayapel, Córdoba, Colombia; 20 de agosto de 1991) es un futbolista profesional colombiano. Juega de delantero y su actual equipo son los Delfines del Este FC de la Liga Dominicana de Fútbol.

## Trayectoria
Hizo las divisiones menores con el Envigado FC, pero no alcanzó a debutar.

### Boyacá Chicó
Hizo su debut en la Categoría Primera A el 1 de febrero de 2014, durante la victoria como visitante por 2 a 1 contra el Alianza Petrolera, haciendo su ingreso al partido en sustitución de Juan David Pérez.

### Jaguares de Córdoba
El 13 de febrero se confirmó su fichaje por Jaguares de Córdoba para el primer semestre de 2015.

### Leones Urabá
El 10 de julio de 2015 se anunció su pase al Leones Urabá de la Primera B.
Realizó su debut con anotación incluida el 19 de julio en la victoria de 3 a 2 sobre los Tigres de Bogotá.

### Real Sociedad
El 29 de diciembre de 2016 se anunció su fichaje por el Real Sociedad de Honduras.

## Clubes
| Club                       | País                 | Año                 | Partidos | Goles |
| -------------------------- | -------------------- | ------------------- | -------- | ----- |
| Boyacá Chicó               | Colombia             | 2014 - 2015         | 13       | 2     |
| Jaguares de Córdoba        | Colombia             | 2015 - Apertura     | 3        | 0     |
| Leones Urabá               | Colombia             | 2016 - 2017         | 16       | 9     |
| Club Deportivo Leganés "B" | España               | 2017 - 2018         | 8        | 0     |
| Real Sociedad              | Honduras             | 2018 - 2019         | 12       | 3     |
| Delfines del Este FC       | República Dominicana | 2019 - Presente     | 4        | 4     |
| Total en su carrera        | Total en su carrera  | Total en su carrera | 44       | 18    |